# Excision
Excision è un film del 2012 diretto da Richard Bates Jr..
Pellicola horror interpretata da AnnaLynne McCord, Traci Lords, Ariel Winter, Roger Bart, Jeremy Sumpter, Malcolm McDowell, Matthew Gray Gubler, Marlee Matlin, Ray Wise e John Waters. Il film è un adattamento cinematografico del cortometraggio omonimo del 2008.
Excision è stato trasmesso in anteprima nel 2012 al Sundance Film Festival.

## Trama
Il film racconta la vita di una studentessa di scuola superiore disturbata e delirante, Pauline, che ha l'aspirazione di diventare medico e desidera guadagnarsi l'approvazione della madre. Pauline ha una sorella minore, Grace, affetta da fibrosi cistica e fa sogni ricorrenti nei quali sono presenti persone orrendamente mutilate e grandi quantità di sangue. Ogni volta che fa questo genere di sogni, la ragazza si risveglia sempre con un orgasmo.
Pauline è intenzionata a perdere la verginità con Adam, il ragazzo di una sua compagna di scuola. A causa della sua passione per il sangue, fa in modo che la data del suo primo rapporto coincida con il periodo del ciclo mestruale. Mentre ha un orgasmo, Pauline immagina di soffocare Adam e che il letto si riempia di sangue. Poi Pauline chiede al ragazzo di praticarle sesso orale. Adam comincia, ma poco dopo corre in bagno disgustato dal sangue mestruale.
Durante la lezione di educazione sessuale, Pauline prende un campione del suo sangue e lo mette al microscopio per verificare la presenza di malattie sessualmente trasmissibili. Più tardi vede Adam sulle gradinate dello stadio con la sua ragazza, la quale dice al fidanzato di stare lontano da Pauline visto che forse ha una malattia sessualmente trasmissibile. Pauline si appresta a negare di averne una, ma poi chiede alla ragazza se per caso lei sia malata. Lei risponde di no e Pauline le dice che in quel caso non è malata neanche lei. La ragazza di Adam capisce quindi che il fidanzato le è stato infedele.
Pauline chiede più volte di essere seguita da un bravo psichiatra per risolvere i suoi problemi, ma nessuno l'ascolta e tantomeno capisce il suo disagio, né a casa né a scuola, tanto che addirittura il preside le consiglia di prendersi la responsabilità delle sue azioni, invece che nascondersi dietro una presunta malattia mentale. Allora Pauline prega e parla direttamente con Dio, al quale confida il suo malessere e al quale chiede aiuto per realizzare i suoi progetti. Tempo dopo, l'ormai ex ragazza di Adam imbratta con la vernice i muri della casa di Pauline ricoprendoli di oscenità contro la ragazza. Pauline infuriata corre a scuola e se la prende prima con Adam e poi con la sua ex, sbattendole la faccia contro un armadietto. Per questo gesto viene espulsa dalla scuola.
Mentre si trova nella sua stanza, Pauline sente i genitori dire che il medico di Grace la vuole mettere in lista per un trapianto di polmone. Quella sera, durante la cena, Grace ha un grave attacco di tosse. Il giorno seguente Pauline droga il padre con un tè e, quando l'uomo si addormenta, lo lega e lo imbavaglia. Quindi Pauline attira con l'inganno una ragazza vicina di casa e le fa perdere conoscenza. Pauline dice quindi a Grace che ha a cuore solo il suo benessere. Dopo aver drogato anche la sorella, Pauline si rade i capelli a zero.
Nel garage, Pauline opera le due ragazze, spostando i polmoni di quella sana nel corpo della sorella; entrambe sono ormai morte. La madre rientra più tardi e, trovato il marito legato, corre disperata per la casa alla ricerca delle figlie. Nel garage trova Pauline con i due corpi. Pauline le spiega che si tratta del suo primo intervento chirurgico e la invita ad avvicinarsi per vedere meglio il suo lavoro. La madre lancia un urlo isterico alla visione della carneficina che la figlia ha causato. Nella disperazione la stringe a sé e Pauline, all'inizio fiera del proprio lavoro, inizia a singhiozzare sconvolta dalla consapevolezza di quello che ha appena fatto.

## Produzione
Excision è il primo film diretto da Richard Bates Jr.. Bates, nativo della Virginia e laureato presso l'Università di New York Tisch School of the Arts, ha girato Excision in 28 giorni nella città di Los Angeles e nei suoi dintorni.

## Accoglienza
Excision ha ricevuto diverse recensioni positive. Il sito Rotten Tomatoes riporta che l'81% dei critici ha dato al film un voto positivo.

## Riconoscimenti
- 2012 - Neuchâtel International Fantasy Film Festival
  - Candidatura come Best Fantastic Feature Film a Richard Bates Jr.
- 2012 - Málaga International Week of Fantastic Cinema
  - Miglior attrice a AnnaLynne McCord
  - Miglior regia a Richard Bates Jr.
  - Miglior film
  - Migliori effetti speciali
  - Best Feature Film
- 2012 - Fright Meter Awards
  - Miglior attrice non protagonista a Traci Lords
  - Candidatura come miglior film horror
  - Candidatura come miglior regia a Richard Bates Jr.
  - Candidatura come miglior attrice a AnnaLynne McCord
  - Candidatura come miglior cast
  - Candidatura come miglior sceneggiatura a Richard Bates Jr.
  - Candidatura come miglior trucco colonna sonora a Steve Damstra II e Mads Heldtberg
  - Candidatura come miglior montaggio a Steve Ansell e Yvonne Valdez
- 2012 - Boston Underground Film Festival
  - Best Feature
- 2013 - Fangoria Chainsaw Awards
  - Miglior attrice non protagonista a Traci Lords
  - Candidatura come miglior attrice a AnnaLynne McCord